# إدي ريد
إدي ريد (بالإنجليزية: Eddie Reed)‏ هو محامي أمريكي، ولد في 31 مارس 1901، وتوفي في 18 أغسطس 1960.